# 交替 (歴史学)
交替（こうたい）とは、日本の律令制において官人の異動の際に行われた事務引き継ぎ作業のこと。特に国司の異動時に行われるものを指す。

## 概要
『大宝律令』期の国司の交替は、前任者と後任者が不動倉や官舎・器杖などを実際に検分（「交替対検」）し、文書の引き渡しを受け（引き渡す前任者からは「分付」、受け取る後任者からは「受領」と呼ばれる）、後任者から前任者に対して解由状を出して完了するという比較的簡単な作業であった。
ところが天平年間に入ると、国司の収入が公廨稲によることになり、公廨稲から官稲の欠負・未納分を補填した残りが実際の収入になったことから、官稲の欠負・未納を巡って前任者と後任者の間で紛争となった。更に国司の不正の発覚や地方政治の不振が問題化したこともあり、奈良時代後期から交替時における監査の強化を図るようになり、桓武天皇の時代には勘解由使の設置や交替式の制定などが行われた。また、後任者が不与解由状を作成して前任者の回答を求め、120日以内に一応の交替作業を終えた後に、前任者が不与解由状を勘解由使に提出してその判断を委ねる（勘解由使の裁決によって、後任者は解由状を前任者に出し、またその前提として勘解由使より前任者に不足分の補填が命じられた）仕組が整えられた（不与解由状は日本独自の制度である。また、不与解由状は当初は後任者の意見のみを載せた文書で、後世にて行われた形式になったのは大同年間以後とする説もある）。大同元年（804年）から弘仁元年（810年）まで勘解由使に代わって観察使が設置され、観察使の廃止後は国司の監察を行う機関が存在しなかった。一方、大同4年（809年）には京官にも国司に倣った交替制度が導入され、後に女官や官寺の別当・三綱などにも対象が広げられた。観察使廃止後も交替手続や不与解由状の提出が行われ、弁官が式部省や兵部省などの関係官司や法家を指揮して監査を行っていたものの、交替の対象が広がったことによって作業が滞り、天長元年（824年）になって勘解由使が復活することになった。だが、京官などの交替手続は早い段階で行われなくなり、国司の交替制度も寛平年間の受領国司制度の確立、続く延喜年間の受領功過定の導入によって交替式に基づく手続が行われなくなった。それでも、国司の交替事務そのものは「交替政」の名称（『西宮記』巻7・『朝野群載』巻22）の名称で平安時代を通じて実施されていた。